# Tam Bố
Tam Bố là một xã thuộc huyện Di Linh, tỉnh Lâm Đồng, Việt Nam.

## Địa lý
Xã Tam Bố có diện tích 276,92 km², dân số năm 2022 là 7.869 người, mật độ dân số đạt 28 người/km².

## Lịch sử
Ngày 6 tháng 3 năm 1984, Hội đồng Bộ trưởng ban hành Quyết định số 38-HĐBT về việc thành lập xã Tam Bố trên cơ sở các thôn: IV, V, Hiệp Thành của xã Gia Hiệp.